# Eva Repková
Eva Repková (* 16. ledna 1975 Stará Ľubovňa, Československo) je slovenská šachová velmistryně.
Na šampionátu ČSR žen 1990 se umístila na druhém místě a v roce 1991 na místě prvním. Na mistrovství světa juniorek do 18 let v Bratislavě 1993 pak druhá, o dva roky v Halle 3. až 6. v kategorii do 20 let. Na ženských olympiádách ještě stihla reprezentovat ČSR v Manile 1992, mezi lety 1994–1996 reprezentovala Slovensko. Koncem roku 1996 se provdala za libanonského šachistu a podnikatele a roce 1997 s ním odešla do jeho vlasti. Po rozpadu manželství se počátkem tisíciletí vrátila na Slovensko se synem Christopherem a stala se znovu oporou ženské slovenské reprezentace na šachových olympiádách od roku 2004 až do současnosti. Poté se opět vdala za šachistu z ciziny, mistra FIDE Erica Petersona z USA, který se za Repkovou přestěhoval na Slovensko.
Eva Repková vyhrála např. chorvatské turnaje: Rijeka 2003, Punat 2003, Malinska 2005. V roce 2004 dosáhla ratingu ELO 2411, v září 2010 pak dosáhla svého vůbec nejvyššího ratingu: 2447. Reprezentovala ČSR a ČR i na ME družstev žen a na Mitropě.